# Кравцов Петро Іванович
Петро́ Іва́нович Кравцо́в (1856, Харків, Харківська губернія — 28 жовтня 1928, Харків, УРСР) — український радянський лікар, педагог, музично-громадський діяч. Професор медицини. Заслужений працівник науки й мистецтва (1927).

## Життєпис
Навчався у третій харківській гімназії. Закінчив медичний факультет Харківського університету (1881).
Працював на кафедрі внутрішніх хвороб Харківського університету. Працював ординатором у госпітальній терапевтичній клініці університету. Був старшим лікарем Олександрівської лікарні. Брав участь у роботі Харківського медичного товариства. Згодом був земським лікарем. Викладав фізіологію та анатомію у фельдшерській школі. Був лектором на курсах Харківського медичного товариства і Червоного хреста.
Двічі вибирався гласним Харківської міської думи (1892, 1902), входив до складу санітарної та музейної комісій (1902).
Після 1918 року викладав на кафедрі спецгігієни у Харківському музично-драматичному інституті. Працював на Харківській радіостанції.

## Наукова діяльність
На основі вивчення й узагальнення праць європейських філософів, біологів та психологів, власних експериментальних дослідів щодо впливу окремих звуків і гармоній на людський організм Кравцов розробив авторський метод викладання музики дітям. У 1922–28 роках — завідувач кафедри соціальної гігієни Харківського музично-драматичного інституту, автор курсів «Біологічні основи музики», «Фізіологічні основи міміки», оригінальної методики викладання шкільного співу.

## Просвітницька діяльність
Після 25 років практичної діяльності цілком присвятив себе санітарному просвітництву. Упродовж 7 років популяризував знання з гігієни серед селян Харківської губернії. Виконував громадську діяльність у товаристві грамотності. Читав лекції на вищих педагогічних курсах, у середніх школах. Після 1917 року розгорнув активну діяльність у відділах санітарної освіти Харківського відділу охорони здоров'я, Комітеті освітніх установ Донецької залізниці, санітарних установах Червоної армії.

## Музична діяльність
Під час навчання у гімназії був солістом хору під керівництвом А. Литинського. Брав участь у виставах театрів М. Синельникова й М. Дюкова. Викладав у драматичній школі О. Маслової. З 1876 року на громадських засадах викладав співи у недільній школі Христини Алчевської. 
1884 року з метою популяризації мистецтва серед найбідніших верств населення, особливо дітей, заснував у Харкові музичний гурток. Він, з невеликими перервами, проіснував до 1917 року й останні 10 років був центром музичного життя міста. На його базі започатковано так звані народні концерти за участі симфонічного оркестру, оркестру мандоліністів і балалаєчників, хору, співаків-солістів та інструменталістів. У музичному гуртку Кравцова розпочали творчий шлях співаки М. Алешко, І. Алчевський, А. Боначич, О. Лавров, О. Нестеренко. 
Після розпаду гуртка продовжив працювати як вчитель музики та співів у гімназіях міста. За ініціативи Кравцова 1918 року організовано безкоштовні оперні класи, згодом Державну дитячу оперу (існувала до середини 20-х років). 1909 року поставив опери «Фауст» Ш. Ґуно, «Євгеній Онєгін» П. Чайковського, «Демон» А. Рубінштейна, «Русалка» О. Даргомижського тощо. Керував хором жіночої ремісничої школи Харківського товариства грамотності X. Алчевської, диригував виступами Об'єднаного хору міських гімназій у складі 250-ти співаків у театрі «Муссурі» (Харків). Був членом харківської філії Товариства ім. М. Леонтовича, Всеросійського товариства революційних музикантів, друкувався у журналі «Музика — масам».

## Праці
- Вода и жизнь. Харьков, 1922
- Мир звуков как элемент воспитания. Харьков, 1922
- Горение, как спутник жизни: Популярный очерк из цикла «Человек, познай самого себя». Харьков, 1926
- Как протекает жизнь в человеческом теле: Популярный очерк из цикла «Человек, познай самого себя». Харьков, 1926
- Питание и жизнь. Харьков, 1927
- Как устроен и работает человеческий организм. Харьков, 2-е изд. 1929
- Життя та смерть: Популярний біологічний начерк. Харьков, 1929
- Збірник біологічних начерків. Харьков, 1932

## Родина
Онук Кравцов Тарас Сергійович (22. 10. 1922, Харків — 02. 09. 2013, Харків) — доктор мистецтвознавства (1990), професор (1992). Заслужений діяч мистецтв України (2003). Музикознавець, композитор, педагог.
Праонук Кравцов Сергій Тарасович (15. 02. 1948, Харків) — спортсмен (велоспорт). Майстер спорту міжнародного класу (1968).

## Пам'ять
Провулок Кравцова у центрі Харкова названий ім'ям Петра Івановича.